# Борза, Юджин
Юджин Николас Борза (англ. Eugene Nicolas Borza; 3 марта 1935, Кливленд — 5 сентября 2021) — американский историк-антиковед, специалист по Древней Македонии.

## Биография
Родился в семье выходцев из Румынии. В 1962 окончил Чикагский университет со степенью магистра истории, с 1964 преподаватель Пенсильванского университета. В 1966 защитил диссертацию на соискание степени доктора философии по истории.
С 1970 активно сотрудничал с Американской школой классических исследований в Афинах и Археологическим институтом Америки, где был штатным сотрудником. Член нескольких научных обществ, в том числе Американской филологической ассоциации и Ассоциации историков-антиковедов, председателем которой был в 1984—1990. Был официальным рецензентом крупнейших антиковедческих журналов, в том числе American Journal of Ancient History, American Journal of Archaeology, American Journal of Philology, Phoenix, Classical Journal, Classical World, Historia.
Неоднократно был организатором научных конференций, приглашался в качестве консультанта музейных выставок, в том числе известной экспозиции «В поисках Александра» в Национальной галерее искусств в Вашингтоне в 1980.
В 1995 вышел на пенсию в ранге заслуженного профессора античной истории.
В 2004 выступал по телевидению с историческим комментарием кинофильма Оливера Стоуна «Александр».

## Вклад
Авторству Юджина Борзы принадлежит большое количество научных работ, наиболее значительными из которых являются два исследования, посвященные античной Македонии: «В тени Олимпа: Возвышение Македонии» (история страны от возникновения до смерти Филиппа II) и «До Александра: конструируя историю ранней Македонии» (дополнение к предыдущей).

…сейчас невозможно найти ни одну современную серьезную работу, касающуюся истории Македонии доэллинистической поры, где отсутствовали бы ссылки на исследования Ю. Борзы, особенно на его труд «В тени Олимпа…»— Холод М. М. Юджин Борза и его научное творчество // Борза Ю. Н. История античной Македонии (до Александра Великого), с. 8
Юджин Борза защищает концепцию этнического происхождения древних македонян как отдельного народа, отличного от древних греков. Также ему принадлежит утверждение о том, что в Гробнице II в Вергине были захоронены не Филипп II и Клеопатра, как считают многие, а Филипп III Арридей и Эвридика.

## Публикации
- The Impact of Alexander the Great. — Hinsdale: Dryden Press, 1974. — ISBN 0-03-090000-X
- In the Shadow of Olympus: The Emergence of Macedon. — N.-Y.: Princeton University Press, 1990. — ISBN 0-691-00880-9
- MAKEDONIKA. Essays by Eugene N. Borza. — Claremont: Regina Books, 1995. — ISBN 0-941690-65-2
- История античной Македонии (до Александра Великого) / пер. с англ. М. М. Холода при участии А. Бодрова, О. и В. Иванцовых, 3. Барзах; научная ред. и вступ. статья М. М. Холода; приложения М. М. Холода, Э. Д. Фролова и Ю. Н. Кузьмина. — СПб.: Филологический факультет СПбГУ; Нестор-История, 2013 — ISBN 978-5-8465-1367-9